# Vrbice (Ústí nad Labem)
Vrbice é uma comuna checa localizada na região de Ústí nad Labem, distrito de Litoměřice.